# Kirchenprovinz Addis Abeba
Die Kirchenprovinz Addis Abeba ist die einzige Kirchenprovinz der mit der Römisch-Katholischen Kirche unierten Äthiopisch-Katholischen Kirche.
Die Kirchenprovinz Addis Abeba erstreckte sich über das Gebiet zweier Staaten, Äthiopien und Eritrea. Am 19. Januar 2015 gründete Papst Franziskus mit der Eritreisch-Katholischen Kirche eine eigene Teilkirche für das Territorium Eritreas, das er der neugegründeten Kirchenprovinz Eritrea zuordnete. Nach der Teilung gehören ihr die folgenden Bistümer an:

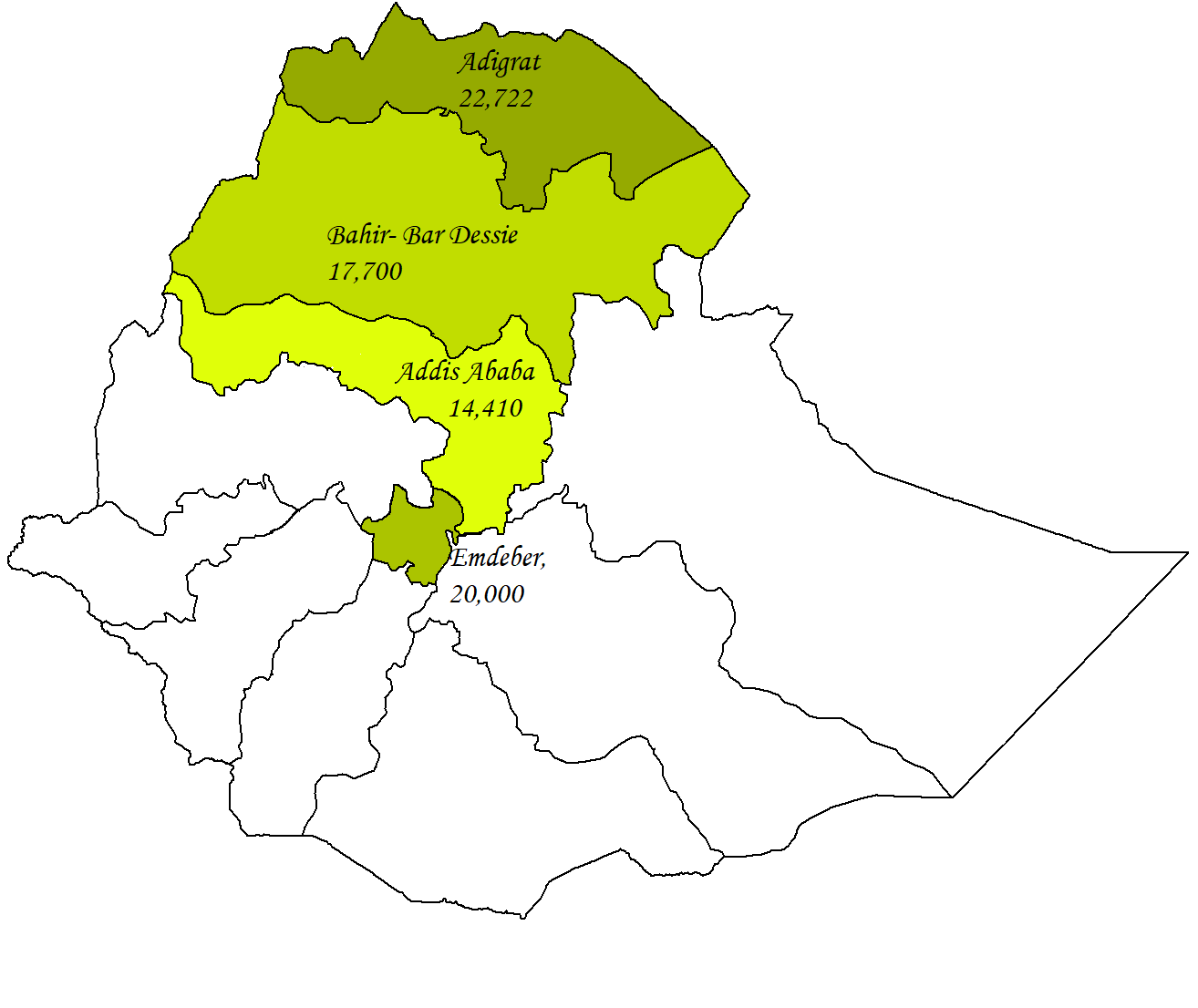
Die vier Eparchien der Kirchenprovinz Addis Abeba

- Erzeparchie Addis Abeba als Metropolitanbistum
- Eparchie Adigrat
- Eparchie Bahir Dar-Dessie
- Eparchie Emdeber